# Oğuz Atay
Oğuz Atay (İnebolu, 12 ottobre 1934 – Istanbul, 13 dicembre 1977) è stato uno scrittore turco, pioniere del romanzo moderno nella letteratura turca.

## Biografia
Atay, scomparso prematuramente, è l'autore del celebre romanzo Tutunamayanlar (Gli incapaci di connettersi, 1972). Quell'opera esponeva - su piani formali ed estetici ben diversi dalle impostazioni realistiche, consuete nelle lettere turche del Novecento - il disagio di individui alienati, in conflitto con se stessi e con le convenzioni sociali imperanti nella società: anime inadatte a stabilire qualche relazione con un circolo retto da usi non condivisi, appunto.
Quell'esposizione polifonica e confusa, già parodia e parafrasi dei generi più seguiti e noti - nonché punto di riferimento anche per Orhan Pamuk - séguita a generare scritture emozionali ancora nei racconti di Aspettando la paura, composti da Atay fra il 1972 e il 1977, curati e tradotti da Semsa Gezgin e Giampiero Bellingeri, raccolta pubblicata da Lunargento nel 2011.

## Opera

### Tutunamayanlar
Il suo primo romanzo, Tutunamayanlar (titolo traducibile in italiano come I Disconnessi),  non è mai stato ristampato durante la sua vita, ed è stato pubblicato per la prima volta nel 1971-72.
Protagonista del romanzo è un giovane ingegnere, Turgut Özben, che, di fronte al suicidio di un suo amico intimo, Selim Işık, va alla ricerca delle ragioni profonde che hanno spinto il giovane a quel gesto. Muovendosi all'interno della cerchia di amicizie e conoscenze, Özben scopre che, negli ultimi scampoli della sua vita, il suicida si era dedicato alla stesura di un'"enciclopedia dei perdenti" che non mancava di annoverare anche una voce dedicata a se stesso: la ricerca di Özben si rivela un itinerario di autocoscienza che mette gli rivela la sua stessa natura di uomo inconsistente e perdente. L'approdo a questa insostenibile consapevolezza lo conduce a un punto di svolta della sua vita, la scelta radicale di allontanarsi da quel suo mondo borghese e liberarsi dalle suo convenzioni sociali salendo a bordo di un treno per far perdere per sempre le proprie tracce.
Il libro ha portato i critici a pareri contrastanti, ma ha avuto un larghissimo consenso tra il pubblico, divenendo un best seller da quando è uscita una nuova edizione nel 1984. Il libro è poi giunto alla ventisettesima edizione nel 2002.
È stato descritto dall'UNESCO come “probabilmente il più eminente romanzo del ventesimo secolo della letteratura turca” che “costituisce una sfida seria anche per il traduttore più esperto, per il suo caleidoscopio di colloquialismi e per la sua dimensione”.

#### Traduzioni
Nonostante l'Unesco auspichi la traduzione di Tutunamayanlar almeno nelle lingue più diffuse nel mondo, la mole del romanzo e le difficoltà nel renderne, in altra lingua, i colloquialismi, ne hanno ostacolato e scoraggiato a lungo la traduzione. Al 2011 risulta, tradotto nel solo olandese, con il titolo Het leven in stukken (La vita in pezzi), per la casa editrice Athenaeum-Polak & Van Gennep (ISBN 9789025368807).

### Aspettando la paura
Una raccolta di racconti apparsi tra il 1972 e il 1977, titolo originale Korkuyu Beklerken, tradotti e pubblicati in Italia nel 2011 dalla casa editrice Lunargento col titolo Aspettando la paura. Gli otto racconti presentano in modo inedito i nodi kafkiani di assurdità, insicurezza, paura, solitudine, incomunicabilità: i segni delle persone contemporanee, nel ruolo di sofferte protagoniste dei brani che ricalcano, non senza ricorrere anche all'arma dell'ironia, i tratti del malessere dell'umanità. Orhan Pamuk, nella postfazione pubblicata nella raccolta, spiega la portata rivoluzionaria della scrittura di Atay per la letteratura turca: "Si deve a lui se tanti aspetti dell'esistenza sono entrati e hanno trovato posto in un romanzo: la partita alla radio, la scuola guida, amabili intellettuali smarriti fra le pagine dei libri".

## Opere

### Romanzi
- Tutunamayanlar (1971-1972)
- Tehlikeli Oyunlar (1973)
- Bir Bilim Adamının Romanı: Mustafa İnan (1975)
- Eylembilim (1998), postumo (incompiuto)[2]

### Raccolte di racconti
- Aspettando la paura (Korkuyu Beklerken, 1975), Lunargento, 2011

### Diari
- Günlük (1987), postumo

### Drammaturgie
- Oyunlarla Yaşayanlar